# Mungulama/Hatxue
Mungulama/Hatxue é uma localidade de Moçambique situada na província de Zambézia. Segundo censo de 2007, havia 7 649 habitantes, dos quais 5 282 eram homens e 2 367 mulheres.